# Sulla spiaggia e di là dal molo
Pour plus de détails, voir Fiche technique et Distribution.
Sulla spiaggia e di là dal molo est un film dramatique italien réalisé par Giovanni Fago et sorti en 2000. Il s'agit d'une adaptation d'un roman éponyme de Mario Tobino, publié en 1966.

## Fiche technique
- Titre original : Sulla spiaggia e di là dal molo[1],[2] (litt. « Sur la plage et de l'autre côté de la jetée »)
- Réalisation : Giovanni Fago
- Scénario : Luciana Catalani, Giovanni Fago, Massimo Felisatti
- Photographie : Marco Pontecorvo
- Montage : Giancarlo Cersosimo
- Musique : Pino Donaggio
- Décors : Valeria Paoloni
- Sociétés de production : Produzioni Cinematografiche C.E.P.
- Pays de production :  Italie
- Langue originale : italien
- Format : couleurs
- Genre : Film dramatique
- Durée : 130 minutes
- Dates de sortie : 
  - Italie : 21 avril 2000

## Distribution
- Lorenza Indovina : Nives
- Stéphane Freiss : Guido
- Laurent Terzieff : Professeur
- Ludovica Modugno : Pivot
- Andrea Renzi (it) : Andrea
- Omero Antonutti : Barsanti
- Andrea Buscemi (it) : le Trecca
- Sergio Albelli (it) : soldat blessé
- Adolfo Margiotta (it) : Nando
- Mauro Pellegrini :
- Adolfo Pezzini :
- Paolo Proietti : Major Reder